# Route départementale 91 (Yvelines)
Pour les articles homonymes, voir Route départementale 91.

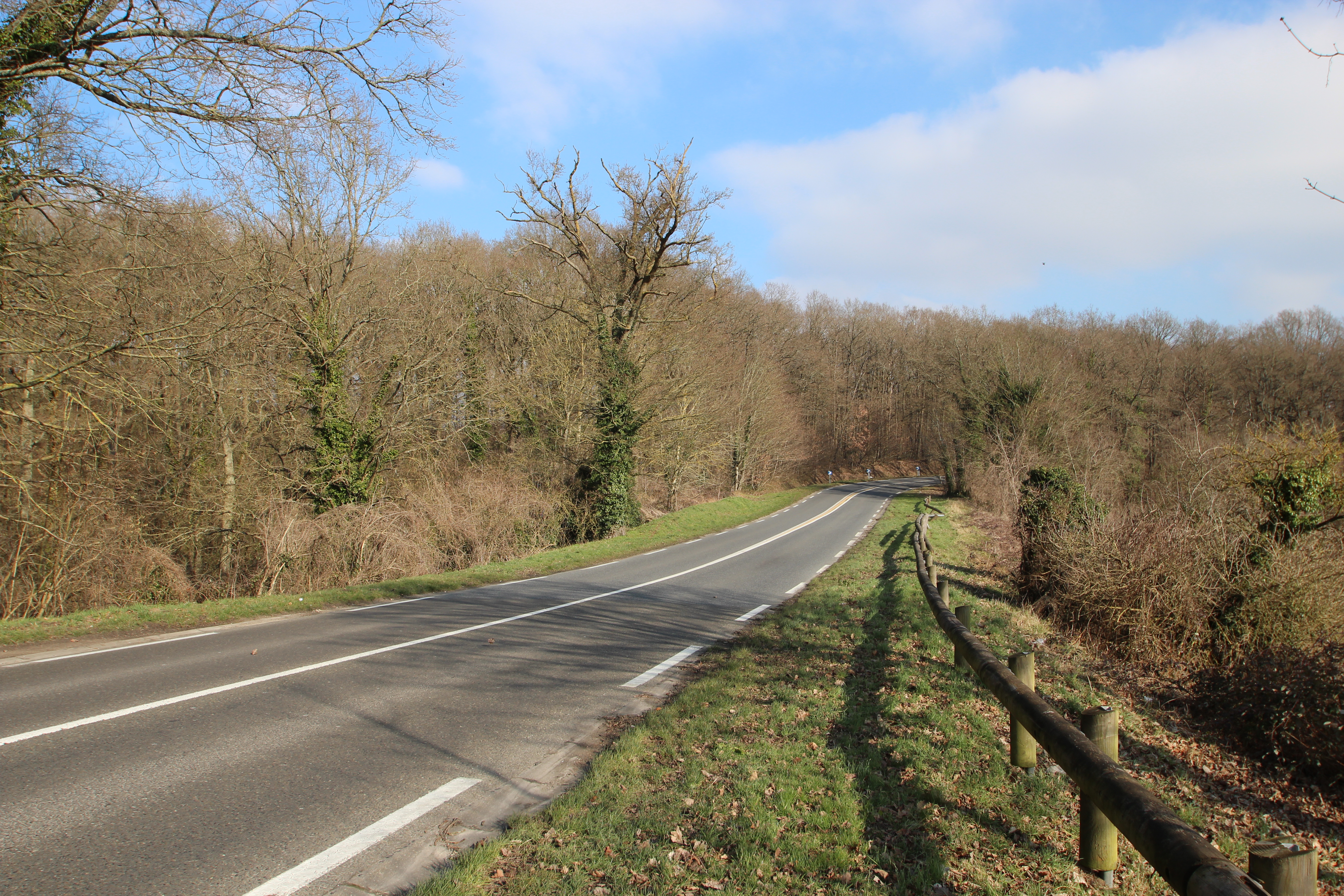
La route départementale 91 à Voisins-le-Bretonneux

La route départementale 91 ou D91, est un important axe de circulation, orienté nord-sud, dans le département des Yvelines en France.
Son intérêt essentiel tient au fait qu'elle permet d'assurer, dans sa partie nord, la circulation entre d'une part Versailles et surtout la route nationale 286 et, d'autre part, toute la frange est de la ville nouvelle de Saint-Quentin-en-Yvelines, en l'occurrence les zones résidentielles et les zones d'activités de Guyancourt et de Voisins-le-Bretonneux. Au-delà de la ville nouvelle, elle relie les communes résidentielles de la Vallée de Chevreuse situées en amont de Chevreuse à Versailles. De ce fait, elle subit des embouteillages matin et soir dans les deux sens de circulation.

## Itinéraire
Dans le sens nord-sud, les communes traversées sont :
- Versailles : la D91 commence au carrefour anciennement dit des Quatre Bornes et en constitue la voie sud qui porte le nom de rue du Maréchal Joffre, la rue de Satory étant la voie nord et la route départementale 10 porte le nom de rue du Général Leclerc vers l'est et le centre de Versailles et de rue de l'Orangerie vers l'ouest et Saint-Cyr-l'École ; la route monte vers le sud de Versailles, traverse la forêt de Versailles sous le nom de rue Clément Ader, arrive à l'échangeur avec la route nationale 12 qu'elle franchit en passage inférieur et devient à deux fois deux voies pour traverser le camp militaire et la zone d'activités de Satory avec le nom de route de la Minière puis celui de route de Dampierre,
- Guyancourt : la D91, route de Dampierre, descend, avec un tracé en lacets, vers les Étangs de La Minière, source de la Bièvre ainsi appelés du nom du petit hameau situé au sommet de la remontée vers le plateau de Guyancourt ; la route, dénommée avenue Léon Blum, traverse ce plateau peuplé d'entreprises dont la plus importante, avec plus de 10 000 employés, est le Technocentre de Renault qui a son entrée au rond-point Georges Besse,
- Voisins-le-Bretonneux : à l'entrée sur la commune, la route prend le nom de route de Versailles et, très tôt, croise et se fusionne avec la route de Trappes, la route départementale 36 (Châteaufort - Trappes) en direction de l'ouest sur environ 1 300 mètres puis la quitte vers le sud dans l'avenue de la Pyramide,
- Magny-les-Hameaux : la D91 traverse un petit plateau où se trouve le début de la route départementale 195 (vers Magny-les Hameaux et Cressely) à proximité du hameau de Buloyer,
- Milon-la-Chapelle : la route traverse environ 150 mètres du territoire communal en son extrémité ouest,
- Saint-Lambert : la D91 traverse la commune sans entrer dans le village desservi par la route départementale 46 (qui descend la vallée du Rhodon vers Chevreuse) et passe à proximité du hameau de la Brosse, en face duquel arrive une route venant du Château de la Madeleine (Chevreuse,
- Saint-Forget : la route traverse un nouveau plateau et croise la route départementale 13 (Chevreuse - La Verrière) avant d'entrer dans le bois de Saint-Benoît et descendre vers la vallée de Chevreuse par les Dix-sept tournants,
- Chevreuse : la route se situe sur la limite communale entre Chevreuse (lieu-dit La Grand'Maison à l'extrême Nord-Ouest de la commune) et Saint-Forget.
- Dampierre-en-Yvelines : la D91 prend le nom de route de Versailles, se confond pendant 150 mètres avec la route départementale 58 (Chevreuse - Plaisir) devant le château de Dampierre en tant que route de Chevreuse, puis devient route de dampierre pour continuer son tracé vers le sud-ouest,
- Senlisse : au croisement à proximité du village commencent les routes départementales 202 vers le nord-ouest et Les Essarts-le-Roi et 149 vers le sud, Bullion et Longvilliers puis la D91 traverse le hameau de Garnes,
- Cernay-la-Ville : la route croise la route départementale 24 qui vient du centre ville pour aller vers l'abbaye des Vaux-de-Cernay et Auffargis, et finit son tracé à l'accès à la route départementale 906 (Saint-Rémy-lès-Chevreuse - Saint-Hilarion par Rambouillet).